# Cerekvice nad Bystřicí
Cerekvice nad Bystřicí è un comune della Repubblica Ceca facente parte del distretto di Jičín, nella regione di Hradec Králové.